# تشسکا ریبنا
تشسکا ریبنا (به چکی: Česká Rybná) یک منطقهٔ مسکونی در جمهوری چک است که در ناحیه اوستی ناد اورلیتسی واقع شده‌است. تشسکا ریبنا ۸٫۰۸ کیلومتر مربع مساحت و ۳۹۸ نفر جمعیت دارد و ۴۳۵ متر بالاتر از سطح دریا واقع شده‌است.